# Moulins (Aisne)
Moulins ist eine französische Gemeinde mit 77 Einwohnern (Stand 1. Januar 2022) im Département Aisne in der Region Hauts-de-France (vor 2016 Picardie). Sie gehört zum Arrondissement Laon und zum Kanton Villeneuve-sur-Aisne.

## Geografie
Die Gemeinde Moulins liegt im Höhenzug Chemin des Dames, 18 Kilometer südlich von Laon. Nachbargemeinden von Moulins sind Paissy im Nordosten und Osten, Œuilly im Süden sowie Vendresse-Beaulne im Westen und Nordwesten.

## Bevölkerungsentwicklung
| Jahr                       | 1962 | 1968 | 1975 | 1982 | 1990 | 1999 | 2006 | 2014 | 2022 |
| Einwohner                  | 123  | 111  | 107  | 89   | 86   | 81   | 98   | 78   | 77   |
| Quellen: Cassini und INSEE |      |      |      |      |      |      |      |      |      |

## Sehenswürdigkeiten

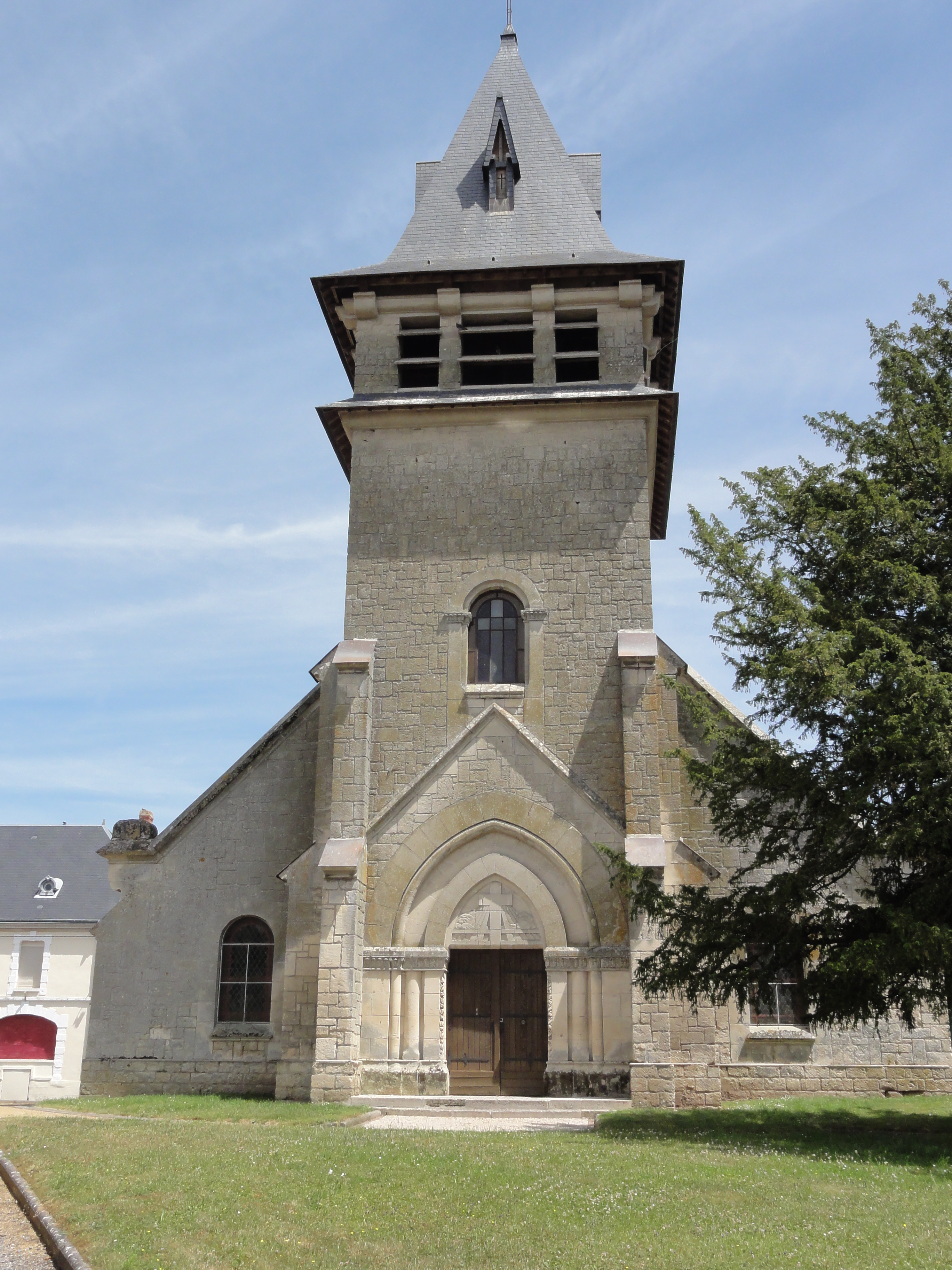
Kirche Saint-Pierre
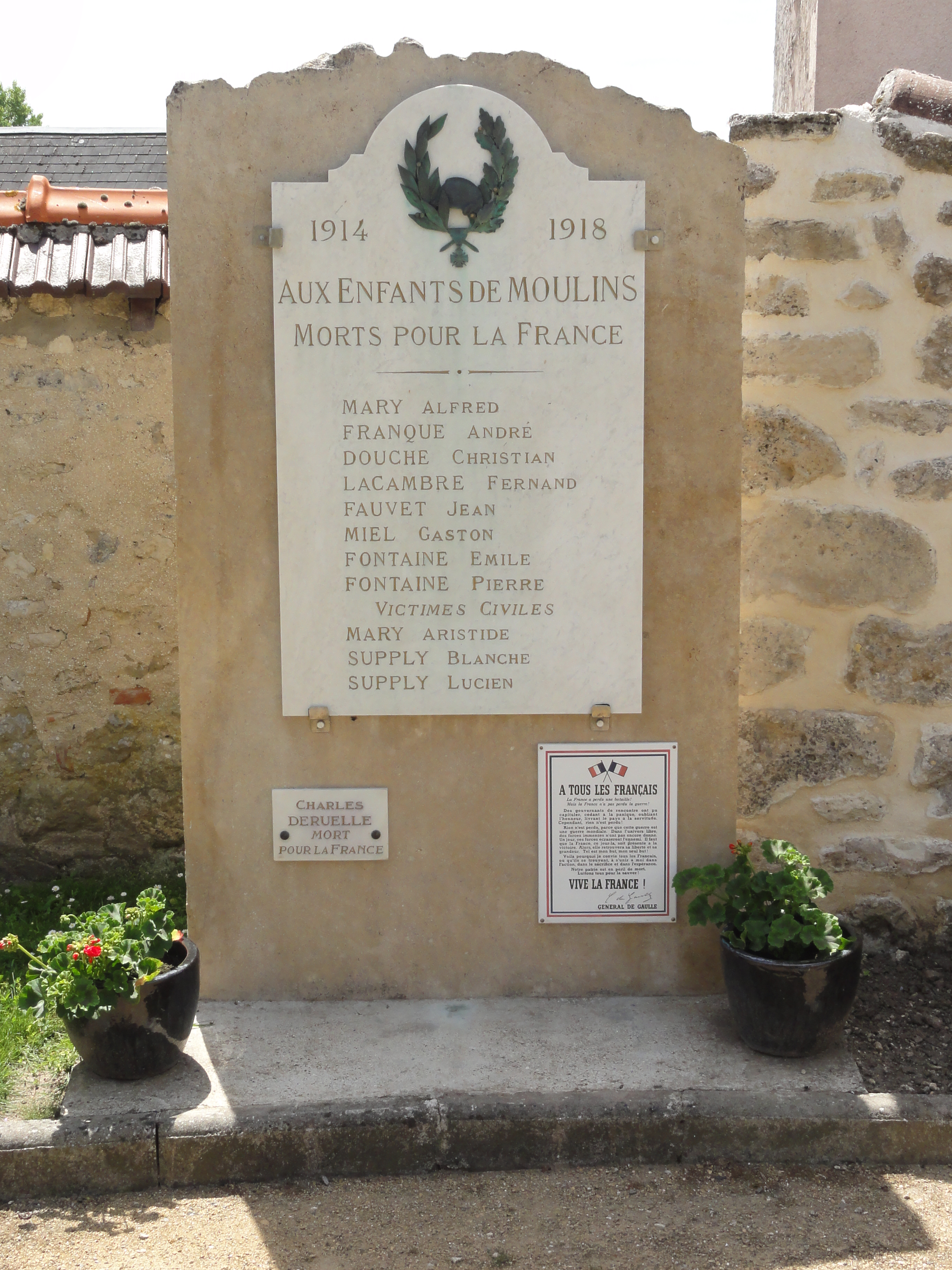
Gefallenendenkmal

- Kirche Saint-Pierre
- Gefallenendenkmal